# أنكيتا لوخاندي
أنكيتا لوخاندي جين (ولدت باسم تانوجا لوخاندي؛ 19 ديسمبر 1984)، هي ممثلة هندية، اشتهرت بعملها في الأفلام والتلفزيون الهندي. ظهرت لأول مرة كممثلة بدور أركانا في مسلسل العلاقات المقدسة (2009-2014) وحصلت على 3 جوائز ذهبية وجائزة من أكاديمية التلفزيون الهندي وجائزة واحدة في حفل جوائز تيلي الهندية [الإنجليزية]. ظهرت أيضًا في أفلام مانيكارنيكا: ملكة جانسى (2019)، وباغي 3 (2020) وسواتانتريا فير سافاركار (2024). في عام 2023، شاركت في برنامج الواقع بيج بوس 17.

## وصلات خارجية
- أنكيتا لوخاندي على موقع IMDb (الإنجليزية)
- أنكيتا لوخاندي على موقع قاعدة بيانات الفيلم (الإنجليزية)
- أنكيتا لوخاندي على موقع كينوبويسك (الروسية)